# 埃里克·博林
埃里克·博林（瑞典語：Erik Bohlin，1897年6月1日—1977年6月8日），瑞典男子自行车运动员。他曾代表瑞典参加1924年夏季奥林匹克运动会自行车比赛，获得男子团体公路赛铜牌。